# Tarachodes sanctus kibwezianus
Tarachodes sanctus kibwezianus es una subespecie de mantis de la familia Tarachodidae.

## Distribución geográfica
Se encuentra en Angola, Congo, Kenia y  Tanzania.